# Station Schoorl
Station Schoorl is een voormalig spoorwegstation bij Schoorl in de Nederlandse provincie Noord-Holland.

## Historie
Toen in 1913 de tramlijn Alkmaar - Schagen werd geopend kwam er ook langs Schoorl een station ten behoeve van het toerisme. Na 1947, toen het personenvervoer werd gestaakt, werd dit station behouden als extra laadplaats. Het goederenkonvooi voor Warmenhuizen stopte hier sporadisch. In 1968 is het station gesloten, het gebouw werd in 1977 na brandstichting gesloopt.
Inmiddels is er van het station niets meer te zien en het enige wat nog op het vroegere bestaan ervan wijst, is een tegenovergelegen huis dat de naam "Spoorzicht" draagt.

## Dienstregeling
In 1913 werd Schoorl 18 keer per dag (9 keer heen, 9 keer terug) bediend door de tram die 9 keer reed. Bij 2 daarvan was Schoorl het eindpunt. In 1914 gingen alle trams door naar Schagen.